# Victor Victoria
Victor Victoria este un film muzical de comedie din 1982 de Blake Edwards bazat pe filmul german din 1933 Viktor und Vicktoria. Filmul tratează într-o manieră comică, teme precum tranvestism sau identitate sexuală. Coloana sonoră a fost compusă de Henry Mancini. Filmul îi are ca protagoniști pe Julie Andrews, James Garner, Robert Preston și Lesley Ann Warren. Filmul Victor Victoria a primit șase nominalizări la Oscar și a câștigat Oscarul pentru "Cea mai bună muzică", "Muzică originală" și "Cea mai bună adaptare muzicală" în 1982. În 1995 s-a jucat primul spectacol Victor Victoria pe Broadway.

## Distribuție
- Julie Andrews ca Victoria Grant
- James Garner ca King Marchand
- Robert Preston ca 'Toddy' Todd
- Lesley Ann Warren ca Norma Cassady
- Alex Karras ca 'Squash' Bernstein
- John Rhys-Davies ca Andre Cassell
- Graham Stark ca chelner
- Peter Arne ca Labisse
- Herb Tanney ca Charles Bovin